# María del Carmen Iglesias Cano
María del Carmen Iglesias Cano, comtessa de Gisbert (Madrid, 16 de març de 1942) és una historiadora espanyola. Actualment és directora de la Reial Acadèmia de la Història.

## Biografia
El 1962 ingressà a la Universitat Complutense de Madrid, on es doctorà en Ciències Polítiques i Sociologia. Allí fou deixeble de José María Maravall Herrero, Luis Díez del Corral i Luis García de Valdeavellano. De 1984 a 2000 fou catedràtica de catedràtica d'Història de les Idees en la Universitat Complutense de Madrid, i posteriorment en la Universitat Rei Joan Carles. Va ser tutora de la infanta Cristina el 1984, quan va començar els seus estudis en la Facultat de Ciències Polítiques i Sociologia; després va ser preceptora de l'aleshores príncep Felip, a qui va assessorar en qüestions històriques.
El 1985 va rebre el Premi Montesquieu i ha ha comissariat exposicions com les dedicades a Carles III i la Il·lustració (1988) i Felip II d'Espanya i la seva època (1998). El 1989 fou escollida acadèmica de nombre de la Reial Acadèmia de la Història, la segona dona que va ingressar en la institució després de Mercedes Gaibrois Riaño.
El 1992 fou condecorada amb l'Orde de les Palmes Acadèmiques del govern francès i el 1995 amb la Gran Creu de l'Orde d'Alfons X el Savi. El 1996 fou nomenada directora del Centro de Estudios Políticos y Constitucionales. Durant el seu mandat va coordinar i va prologar l'obra col·lectiva Símbolos de España, que va rebre el Premio Nacional de Historia de España en 2000. Ocupà el càrrec fins al a 2004.
En 2000 fou elegida acadèmica de número de la Reial Acadèmia Espanyola, ocupant la butaca E, vacant després de la mort de Gonzalo Torrente Ballester i convertint-se d'aquesta manera en la quarta dona acadèmica de nombre després d'Elena Quiroga, Carmen Conde Abellán i Ana María Matute. De 2007 a 2011 ha estat Presidenta del Grup Unidad Editorial, editora del diari El Mundo. Ha estat nomenada Cronista Oficial de la Vila de Madrid el 30 de març de 2011. Al desembre de 2014 va ser nomenada directora de la Reial Acadèmia de la Història, la primera dona a ocupar aquest càrrec.

## Obres
- La lengua y la palabra: trescientos años de la Real Academia Española, Real Academia Española, 2013. ISBN 978-84-88292-12-4
- No siempre lo peor es cierto: estudios sobre historia de España, Galaxia Gutenberg. ISBN 978-84-8109-724-5
- Razón, sentimiento y utopía Barcelona : Círculo de Lectores, 2006. ISBN 84-8109-628-8
- El pensamiento de Montesquieu: ciencia y filosofía en el siglo XVIII, Barcelona : Círculo de Lectores : Galaxia Gutenberg, 2005. ISBN ISBN 84-672-1382-5
- Los orígenes de la teoría sociológica: Montesquieu, Rousseau, Hegel, Saint-Simon, Tocqueville, Comte, Marx, Spencer, Akal, 2001. ISBN 84-460-1773-3
- Razón y sentimiento en el siglo XVIII, Real Academia de la Historia, 1999. ISBN 84-89512-50-7
- Símbolos de España Madrid : Centro de Estudios Políticos y Constitucionales, 1999. ISBN 84-259-1074-9
- Estudios de la historia del pensamiento español: (siglo XVIII), amb José Antonio Maravall, Mondadori, 1991. ISBN 84-397-1781-4
- El pensamiento de Montesquieu: político y ciencia natural Alianza Editorial, 1984. ISBN 84-206-2381-4
- Paradigma de la naturaleza: Montesquieu, Rousseau, Comte Fundación Juan March, 1983. ISBN 84-7075-286-3
- Escritos de historia militar amb José Antonio Maravall i Alejandro Diz, Madrid : Ministerio de Defensa, Secretaría General Técnica, 2007